# T-Mo
T-Mo es un rapero estadounidense miembro del grupo Goodie MOb, de The Lumberjacks y del colectivo de hip-hop Dungeon Family. Su primer sencillo en solitario fue "T-Mo 2 The Fullest", de su álbum de debut, de idéntico nombre. 
Forma parte de Goodie MOb junto a Cee-Lo, Big Gipp y Khujo, y de The Lumberjacks, con Khujo solamente.

## Discografía
- Goodie Mob
- Soul Food
- Still Standing
- World Party
- One Monkey Don't Stop No Show

- The Lumberjacks
- Livin' Life As Lumberjacks

- Solo
- T-Mo 2 The Fullest